# 베를린 마리엔펠데역
베를린 마리엔펠데역(Bahnhof Berlin-Marienfelde)은 베를린 템펠호프쇠네베르크구 마리엔펠데에 있는 철도역이다.

## 역사
마리엔펠데역은 1875년 6월 17일 드레스덴선 개통 당시에 개업했다. 같은 해 10월 15일에는 초센 방면 프로이센 왕립 군용철도의 정차역이 설치되었고, 여객 영업은 군사용으로만 허용되었다. 역 개통 당시에는 미개발 지역이었고 향후 마리엔펠데 지역 개발의 중심이 되었다.
군용철도 정차역은 1892년에 확대되었다. 드레스덴선의 역도 1893년에 확대되었다. 1903년 3월에는 섬식 승강장과 보행자 터널이 개통했고, 대합실과 다른 건물도 증축되었다.

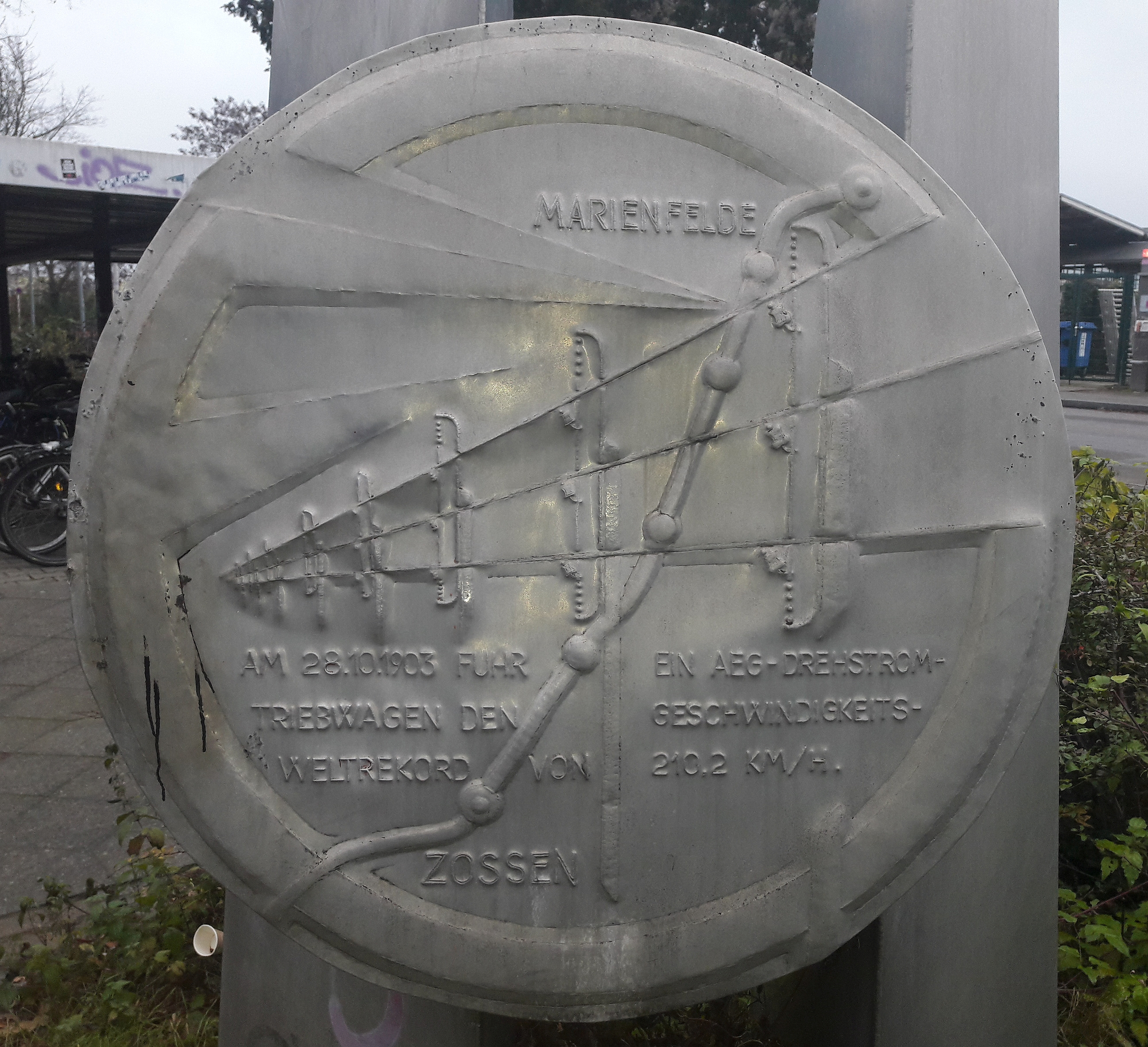
1903년 당시 최고속도 기록 기념비, 2020년

1900년대의 전기 기술 발달로 베를린 지역에서의 전기 철도 시험 운행이 진행되었다. 1899년에 창립된 전기 고속철도 연구회에서는 프로이센 왕립 군용철도의 마리엔펠데-초센 구간에서 3상 교류 시험 운행을 진행했다. 전력 공급은 3가닥의 가공 전차선을 사용했다. 1901년부터 1903년까지 지멘스와 AEG에서 제작한 전기 기관차와 전동차를 사용한 고속 운행 시험이 진행되었다. 당시 사용했던 전력은 3상 교류 6000~14000 V, 25~50 Hz 가변 주파수였다. 1903년 10월 28일에는 AEG 시험용 전동차로 210.2 km/h를 달성했고, 이 속도 최고 기록은 1931년까지 유지되었다. 이를 기념하기 위한 기념비가 설치되어 있다.
1939년 5월에는 말로역까지의 근교선 운행이 전동차화되었다. 1940년 10월에는 S반 운행이 랑스도르프까지 연장되었다.
아틸라슈트라세역에서 오는 S반 및 장거리 열차선은 마리엔펠데역까지 선로를 공유했다. 간선 동쪽에는 마리엔도르프 화물역이 있으며, 다임러 공장 전용선, 마리엔도르프 가스 저장소 전용선 외에도 남쪽으로 연결선이 설치되어 있었다. 가스 저장소 근처에는 랑크비츠항의 원유 환적시설이 설치되어 있다.
제2차 세계 대전으로 인하여 일부 역무시설이 파괴되었다. 남아 있는 건물은 승강장으로의 진입로 뿐이다. 전쟁 이후 리히텐라데 방면 복선 선로가 단선으로 축소되었고, 10분 배차 간격을 유지하기 위해서 1990년에 재복선화되었다.

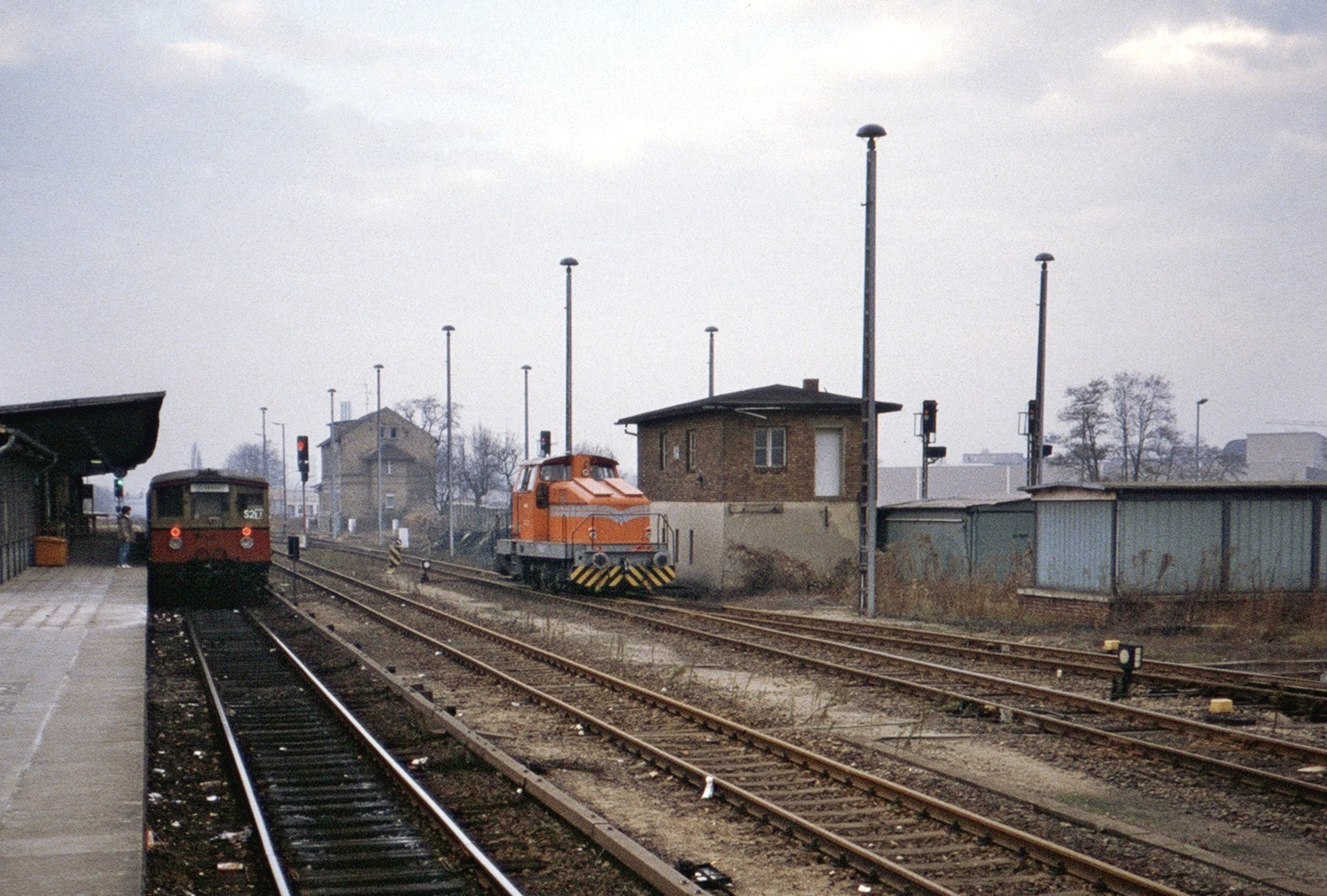
1986년 당시 S반 승강장과 화물역

1950년대 초반에 화물역이 확대되었고 1952년 8월 1일에 현재의 역명으로 개칭되었다. 1970년대 말에 화물역이 한 차례 더 확대되었다. 역 남동쪽에 Mf 신호소가 설치되었고 1982년 3월 29일에 영업을 시작했다.
독일의 재통일 이후 베를린의 철도 시설을 확충하게 되면서, 이에 따른 드레스덴선 장거리선의 베를린 시내 구간 복원에 따라서 마리엔펠데역에도 변화가 찾아왔다. 이 과정에서 접근성 확보가 진행될 예정이었다. 베를린 시의회에서는 2013년에 2016년~2018년 사이에 엘리베이터 설치를 계획했고 예산으로 3백만 유로를 책정했다. 도이체 반에서는 2021년~2023년까지로 엘리베이터 설치를 연기했다. 그 후 마리엔펠데역 개량 사업에서 엘리베이터 설치가 제외되었다. 2017년 6월에는 추가 분기기가 설치되었다. 2018년 4월 3일에는 전자식 신호소가 영업을 시작했고, S반과 장거리선의 혼합 교통을 제어한다. 이 과정에서 ZBS와 PZB가 동시에 설치되었다. 이 신호소는 아틸라슈트라세-블랑켄펠데 구간을 제어한다.

## 군용역

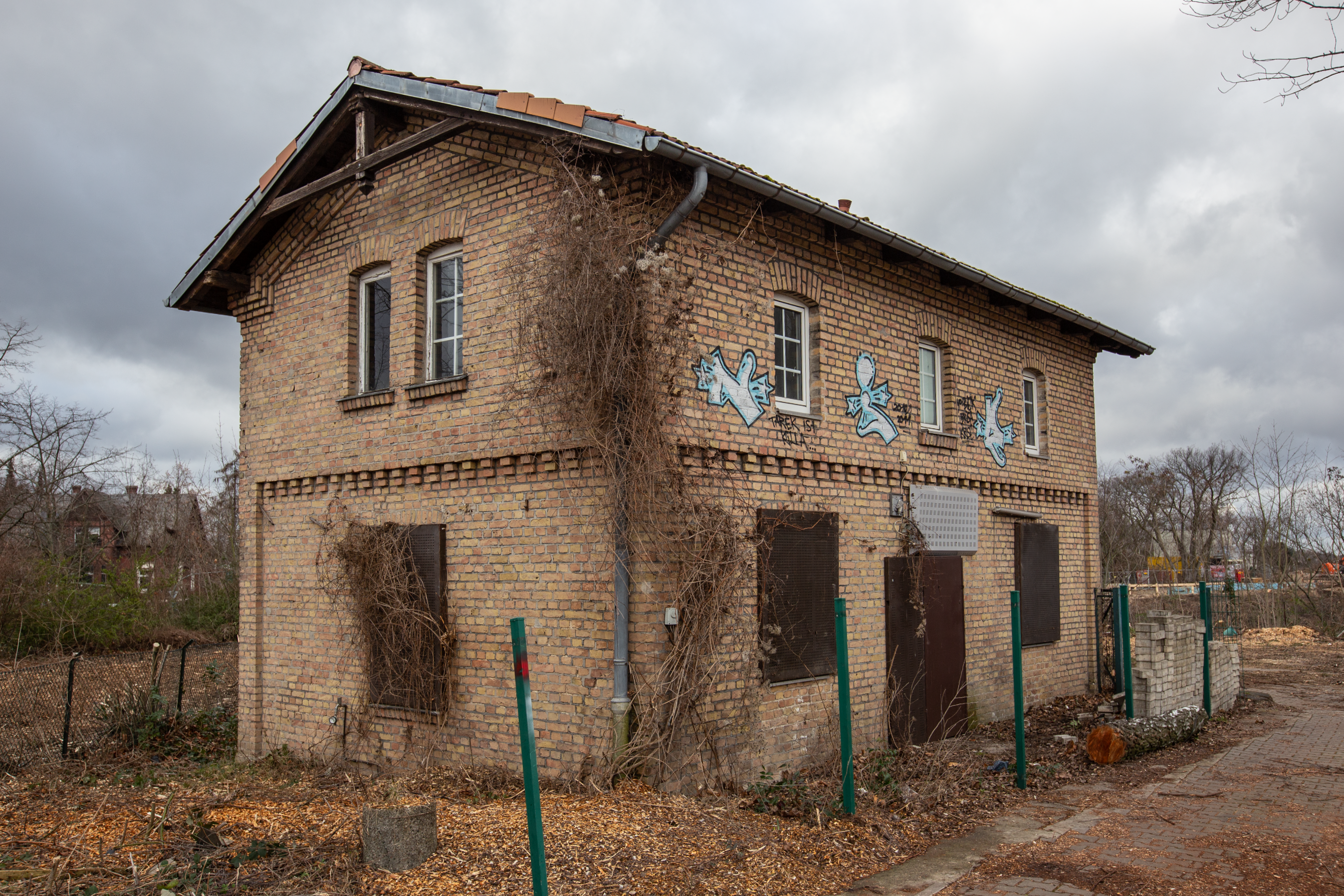
군용철도 직원 숙소, 1888년 완공, 2020년

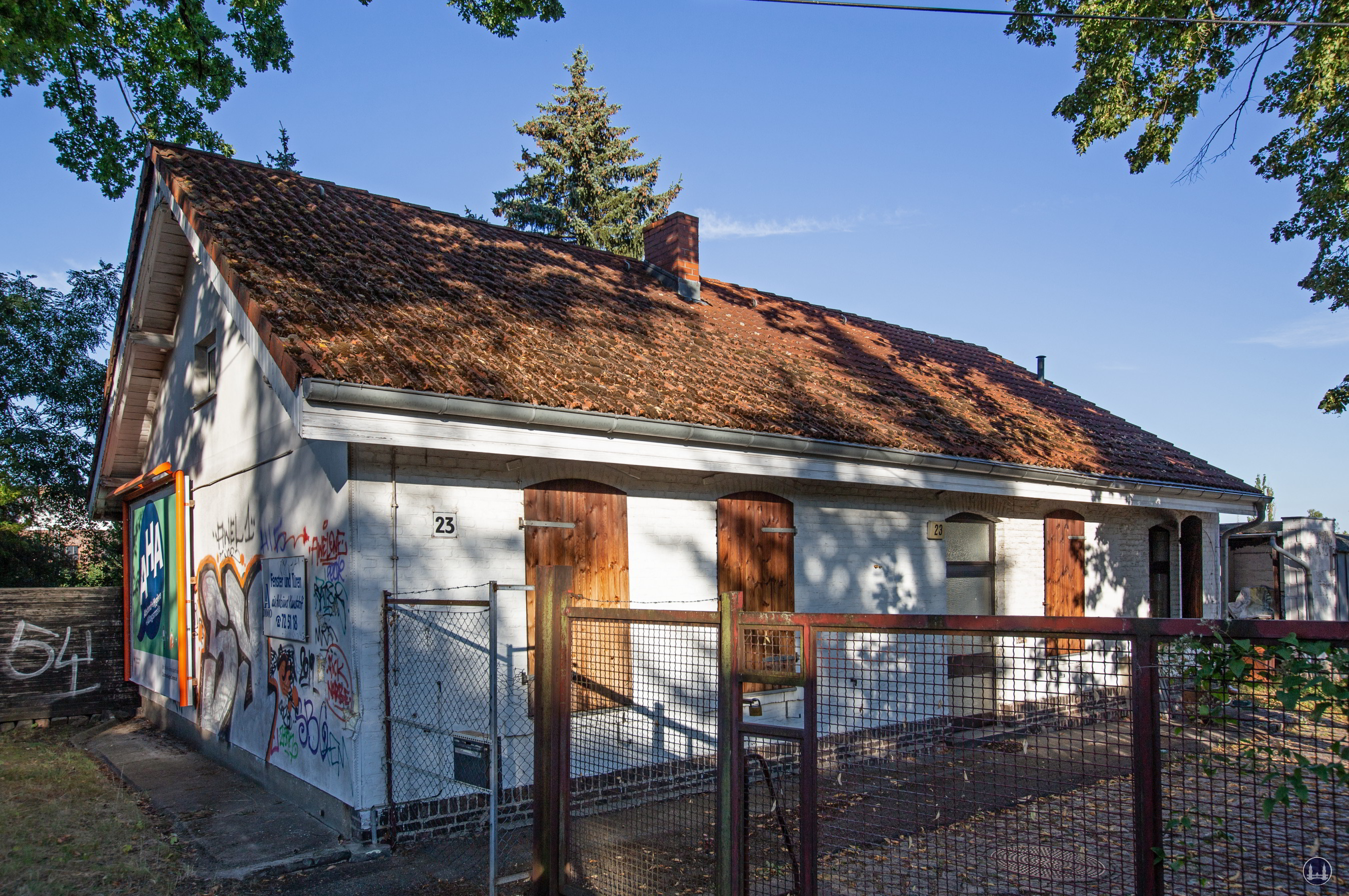
마리엔펠데 군용역 대합실, 1893년 완공, 2020년

프로이센 왕립 군용철도 노선은 드레스덴선 대합실 서쪽으로 설치되어 있었다.
1888년에 마리엔도르프-그로스베렌간 대로에 역 대합실이 설치되었고, 이후 역 직원 숙소로 변경되었다. 1892년에는 드레스덴선의 역 약 600 m 남쪽에 군용역이 설치되었고, 열차 교행 및 화물 승강장이 설치되었다. 군용 철도에서의 대중 교통 영업도 허가되었다. 1893년에는 군용 철도 대합실이 설치되었다. 1901년부터 1903년까지 진행된 3상 교류 시험 운행에서는 시험 운행에 사용되는 차량용 기관차고가 추가로 설치되었다. 1907년에는 철도국에서 운영했던 농산물 도매 업체의 창고가 설치되었다.
제1차 세계 대전 종전 이후 군용역이 폐지되었다. 베를린과 초센간 궤도는 영업을 중단했고, 군용역은 국영철도에 편입되어 화물용으로 사용되었다.
군용역 건물 중에는 두 곳만이 남아 있다. S반역 북쪽에 있는 노란 벽돌로 된 건물은 군용철도 직원의 숙소로 사용되었던 건물로 1888년에 완공되었다. 랑스도르프역에도 같은 양식으로 건축된 건물이 있다. S반역 남쪽에 있는 군용철도 대합실 건물은 1893년에 완공되었다. 두 건물 모두 1984년에 역사적 건축물로 등록되었으나 건축유산으로 지정되지는 않았다.

## 시설
버스 환승으로 인해서 이용객이 많을 것으로 예상됨에도 불구하고 엘리베이터나 에스컬레이터가 설치되어 있지 않다.
역 앞으로 버스가 진입하려면 마리엔펠더 알레 대로에서 반슈트라세 방면으로 방향을 전환하고, 정류장 직전에서 다시 방향을 전환한 다음 다시 대로로 빠져나가야 한다. 버스 운행 환경 및 시간을 개선하기 위하여 S반 승강장을 이설하는 작업은 드레스덴선 개선 공사와 지하차도 재건축 이후에도 불가능하다.
마리엔펠데역의 장거리선 승강장은 계획되어 있지 않다. 역 북쪽으로 1.3 km 떨어진 곳에 S반 카멘처 담역 설치 및 남쪽으로 1.8 km 떨어진 부코어 쇼세역의 장거리선 승강장 설치가 대안으로 진행되었다. 도이체 반과 베를린시에 의하면 두 개량 공사 모두 드레스덴선 개선 공사 이후에야 착공할 수 있다.
역 북쪽으로 연방국도 101호선이 통과한다. 도로 개설 당시에는 철도 건널목이 설치되어 있었고 건널목 북쪽으로 보행자 터널이 설치되어 있었다. 1979년 11월 13일에는 상하행선이 분리된 왕복 6차선 지하차도가 개통하여 철도 건널목을 대체했다. 지하차도 위를 지나는 교량은 1969년에 사망한 템펠호프구의 구청장이었던 카를 테오도어 슈미츠의 이름을 딴 카를 테오도어 슈미츠교(Karl-Theodor-Schmitz-Brücke)로 명명되었다.
드레스덴선 개량 공사에 따라서 서부 교량이 철거되고 확장되어 동쪽에 재건설될 예정이다. 2020년 10월에 철교 일부가 철거되었다.

## 인접 정차역
베를린 버스 노선과 환승할 수 있다.
| 베를린 S반                               | 베를린 S반 | 베를린 S반                  |
| ---------------------------------------- | ---------- | --------------------------- |
| 아틸라슈트라세 베르나우 바이 베를린 방면 | S2         | 부코어 쇼세 블랑켄펠데 방면 |

## 참고 문헌
- Jürgen Tomisch (1985).  Hartwig Schmidt, Jürgen Tomisch, 편집. 《Der Bahnhof Marienfelde》. Arbeitshefte der Berliner Denkmalpflege, Band 2: Die Bauwerke der Berliner S-Bahn. Die Vorortstrecke nach Zossen. Berlin: Wissenschaftsverlag Volker Spiess. ISBN 3-89166-004-9.
- Bernhard Strowitzky (2002). 《S-Bahn Berlin. Geschichte(n) für unterwegs》. Berlin. ISBN 3-89218-073-3.
- Lutz Röhrig (2003). 《Letzte Bauten der Militäreisenbahn in Marienfelde》. Berliner Verkehrsblätter. 213쪽.
- Peter Bley (2021). 《Königlich Preußische Militär-Eisenbahn.》. Berlin: Verlag Bernd Neddermeyer. 184쪽. ISBN 978-3-941712-79-9.